# 阿姆苏瓦尔斯贝格
阿姆苏瓦尔斯贝格（法語：Ham-sous-Varsberg，法語發音：[am su vaʁsbɛʁɡ]，意为“瓦尔斯贝格下方的阿姆”；洛林法兰克语：Homm）是法国摩泽尔省的一个市镇，属于福尔巴克-布莱摩泽尔区。

## 地理
阿姆苏瓦尔斯贝格（49°10'51"N, 6°38'51"E）面积6.53 平方千米，位于法国大東部大區摩泽尔省，该省份为法国东北部内陆省份，是洛林的一部分，西南接默尔特-摩泽尔省，东临下莱茵省，北与卢森堡和德国接壤。
与阿姆苏瓦尔斯贝格接壤的市镇（或旧市镇、城区）包括：布什波恩、克勒茨瓦尔德、盖尔坦、波尔瑟莱特、瓦尔斯贝格、迪森。
阿姆苏瓦尔斯贝格的时区为UTC+01:00、UTC+02:00（夏令时）。

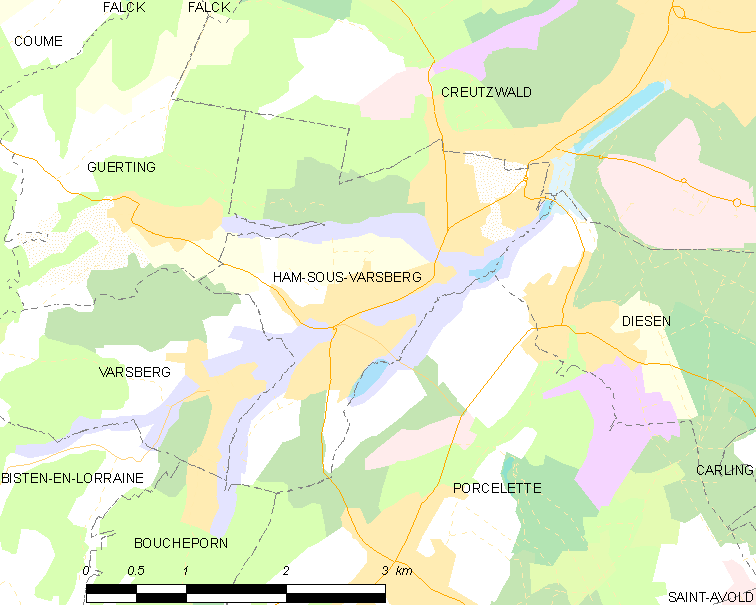
阿姆苏瓦尔斯贝格的OSM定位图

## 行政
阿姆苏瓦尔斯贝格的邮政编码为57880，INSEE市镇编码为57288。

## 政治
阿姆苏瓦尔斯贝格所属的省级选区为布莱摩泽尔县。

## 人口

1962-2008年间阿姆苏瓦尔斯贝格人口变化图示

阿姆苏瓦尔斯贝格于2022年1月1日时的人口数量为2889人。